# Hoắc Quang
Hoắc Quang (chữ Hán: 霍光, bính âm: Zimeng, 130 TCN (?) - 21 tháng 4, 68 TCN), biểu tự Tử Mạnh (子孟), nguyên là người huyện Bình Dương, quận Hà Đông; là chính trị gia, đại thần phụ chính dưới thời nhà Hán trong lịch sử Trung Quốc.
Nhờ sự giúp đỡ của người anh khác mẹ là Phiêu Kỵ tướng quân Hoắc Khứ Bệnh, danh tướng chống Hung Nô của nhà Hán nên từ thời Hán Vũ Đế Lưu Triệt, Hoắc Quang đã được phong các chức vụ Lâm Quan rồi Tào Quan, Thị trung, Phụng Xa đô úy, Quang Lộc đại phu. Về cuối đời, Hán Vũ Đế giao cho Hoắc Quang làm Phụ chính, giúp người con nhỏ của mình là Hán Chiêu Đế Lưu Phất Lăng còn rất trẻ. Sau khi Hán Vũ Đế mất, Chiêu Đế lên ngôi, Hoắc Quang được phong làm Đại tư mã kiêm Đại tướng quân, quyền Bỉnh chính (秉政) và được phong làm Bác Lục hầu (博陆侯). Sau khi Chiêu Đế mất, Hoắc Quang lập người trong tông thất là Xương Ấp vương Lưu Hạ làm Hoàng đế, nhưng phế truất ông ta chỉ 27 ngày sau và đưa cháu chắt của Hán Vũ Đế là Lưu Tuân lên ngôi, tức Hán Tuyên Đế. Dưới thời Tuyên Đế, Hoắc Quang vẫn tiếp tục phụ chính thêm 6 năm nữa. Trong thời gian này, ông gả con gái là Hoắc Thành Quân cho Tuyên Đế sau khi Hoàng hậu Hứa Bình Quân qua đời. Hoắc Quang lâm bệnh qua đời, không bao lâu sau, gia tộc họ Hoắc bị phát hiện mưu hại Hứa Hoàng hậu và Thái tử Lưu Thích. Cả gia tộc họ Hoắc bị tru di.
Dù gia tộc họ Hoắc về sau phạm vào đại tội, nhưng công lao nhiếp chính 20 năm của ông đối với nhà Hán vẫn rất được tán dương. Trong lịch sử Trung Hoa, Hoắc Quang cùng với Y Doãn thời nhà Thương được xưng tụng là hai đại thần nhiếp chính phế lập vua nhưng được ca ngợi, gọi là 「Y Hoắc chi sự; 伊霍之事」.

## Thân thế
Thân thế của Hoắc Quang rất phức tạp, có liên quan với nhà họ Vệ của Đại danh tướng Vệ Thanh. Cha của Hoắc Quang là Hoắc Trọng Nhụ (霍仲孺), nguyên là một Huyện lại của huyện Bình Dương, thuộc quận Hà Đông (河東郡平暘縣, nay là khu vực Lâm Phần, tỉnh Sơn Tây). Hoắc Trọng Nhụ vào khoảng năm 141 TCN, khi đến kinh đô Trường An đã tư thông với con gái của Bình Dương hầu Tào Thọ - chú dượng của Hán Vũ Đế Lưu Triệt, tên gọi là Vệ Thiếu Nhi, sinh ra Hoắc Khứ Bệnh (vào năm 141 TCN), Vệ Thiếu Nhi vốn là con riêng của vợ Tào Thọ là Vệ Ẩu, đồng thời là chị của Hoàng hậu của Vũ Đế là Vệ Tử Phu. Sau đó, Trọng Phụ trở về Bình Dương và không còn qua lại với Thiếu Nhi nữa, sau đó ông có vợ và sinh Hoắc Quang ở huyện Bình Dương. Ông được sinh ra khoảng niên hiệu Nguyên Quang triều Hán Vũ Đế, không rõ chính xác là năm nào. Xét quan hệ, ông là em cùng cha khác mẹ với Hoắc Khứ Bệnh. Sách Hán thư ghi chép rằng Hoắc Quang tính tình trầm tĩnh, người cao to da trắng, lông mi thưa đẹp, râu đẹp, được coi là mĩ nam tử đương thời.
Năm 121 TCN, người anh khác mẹ Hoắc Khứ Bệnh được cử làm Phiêu kị tướng quân, dẫn quân đánh Hung Nô, đi ngang qua huyện Bình Dương gặp lại cha là Hoắc Trọng Nhụ và nhận lại nhau, đó cũng là lần đầu Hoắc Quang gặp được anh mình. Cùng năm đó, Hoắc Khứ Bệnh đưa Hoắc Quang về kinh đô Trường An và tiến cử lên Hán Vũ Đế. Do sự tiến cử của anh, Hoắc Quang tuy mới khoảng 10 tuổi cũng đã được phong làm Lang quân rồi Tào quan và Thị trung. Sau khi Hoắc Khứ Bệnh qua đời (117 TCN), Hoắc Quang tiếp tục được Hán Vũ Đế trọng dụng, được thăng làm Phụng Xa Đô úy, rồi Quang Lộc đại phu.
Năm 91 TCN, Hán Vũ đế nghe lời sàm tấu của Giang Sung, hại con mình là Lệ Thái tử Lưu Cứ và lập người con út do Câu Dặc phu nhân sinh là Lưu Phất Lăng làm Thái tử và giao cho Hoắc Quang phụ tá. Sang năm 89 TCN, ông cùng với Kim Nhật Đê và Thượng Quan Kiệt tham gia lật đổ âm mưu tạo phản của Trung bộc xạ Hà La và người em là Trọng Hợp hầu, do đó ba người đều được phong hầu, trong đó Hoắc Quang được làm Bác Lục hầu (博陆侯).
Hai năm sau (87 TCN), Hán Vũ Đế lâm bệnh, bèn phong cho Hoắc Quang làm Tư Mã Đại tướng quân, cùng ba đại thần khác là Kim Nhật Đê, Thượng Quan Kiệt, Tang Hoằng Dương làm phụ chính giúp đỡ cho Phất Lăng khi đó chỉ mới 8 tuổi, trong đó Hoắc Quang nắm quyền lớn nhất, gọi là quyền Bỉnh chính (秉政). Sau khi Vũ đế qua đời, Phất Lăng lên nối ngôi, tức Hán Chiêu Đế. Tuy nhiên, việc này bị sử gia Lã Tư đời sau nghi ngờ trong Trung Quốc thông sử vì Hoắc Quang vốn chỉ là thị vệ trong cung, không thể được tín nhiệm đến vậy, còn Kim Nhật Đê là người Hung Nô, mà Hán Vũ Đế theo lý lẽ không thể giao việc phụ chính cho người Hung Nô được.

## Đại thần nhiếp chính

### Mâu thuẫn với cha con Thượng Quan

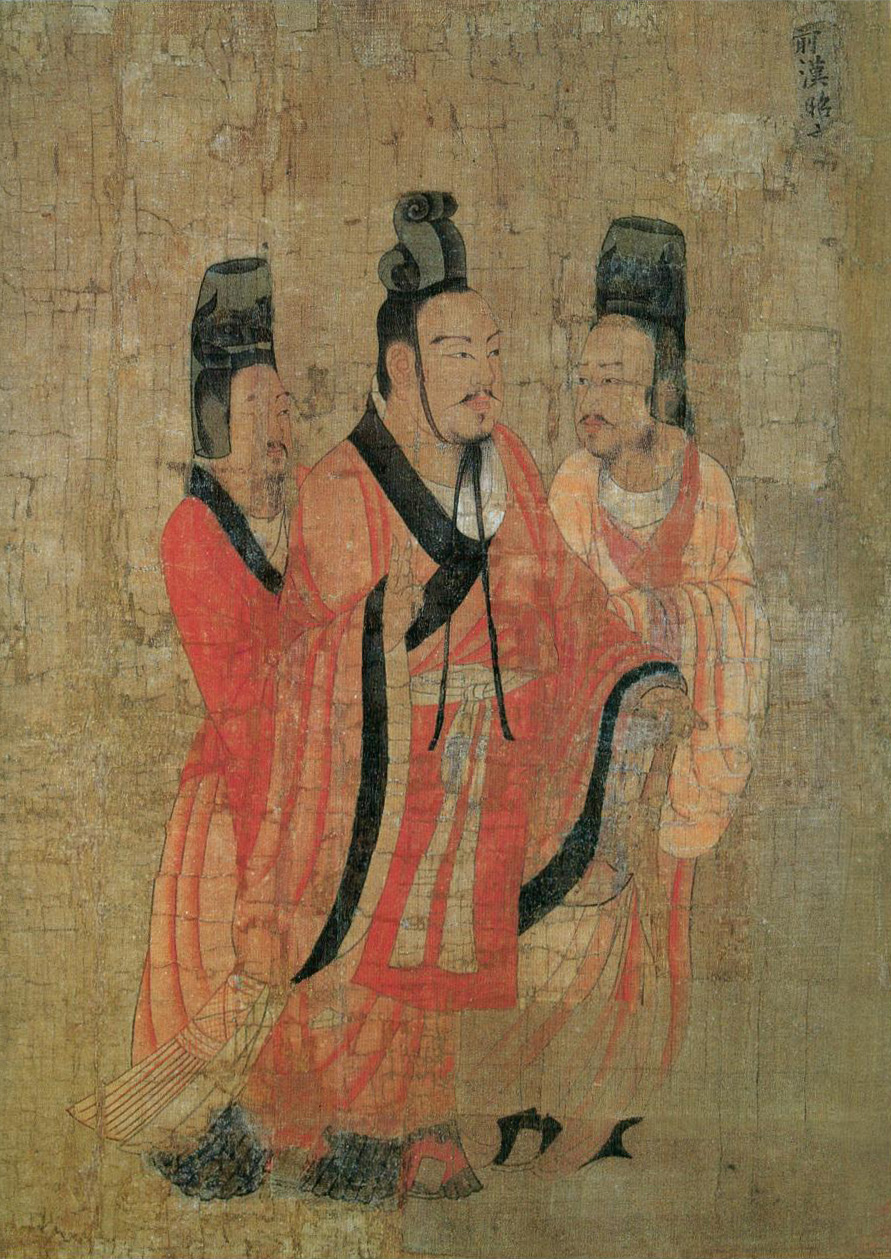
Hán Chiêu Đế Lưu Phất Lăng.

Trong số các vị phụ chính đại thần của Hán Chiêu Đế, thì Hoắc Quang là người có uy tín và quyền lực nhất, đứng đầu tất thảy. Trong vòng 6 năm từ 87 TCN đến 81 TCN, khi Chiêu Đế chưa thể tự mình quyết đoán việc nước, Hoắc Quang nắm quyền điều hành triều chính, đất nước vẫn được yên định. Do nắm quyền lực quá lớn dù không phải một mình ông được phó thác, đã tạo nên sự ghen ghét của một thế lực phụ chính khác là nhà Thượng Quan.
Con trai của đại thần phụ chính Thượng Quan Kiệt là Thượng Quan An lấy con gái trưởng của Hoắc Quang làm vợ, nhưng hai nhà vẫn xảy ra mâu thuẫn. Năm 85 TCN, đại thần phụ chính còn lại là Kim Nhật Đê qua đời, chỉ còn Hoắc Quang và Thượng Quan Kiệt nắm quyền. Về phần Thượng Quan An và Hoắc thị, hai người cũng sinh được một người con gái, Kiệt nhờ Ngạc Ấp công chúa (chị Chiêu Đế) đưa con gái vào làm Hoàng hậu, do đó thế lực họ Thượng Quan mạnh lên, lấn át Hoắc Quang.
Việc đưa Thượng Quan thị vào cung lúc đầu cũng bị Hoắc Quang phản đối, từ đó hiềm khích giữa ông và cha con Thượng Quan bắt đầu. Ngạc Ấp công chúa muốn cho người tình của mình làm quan, việc này được gia tộc họ Thượng Quan ủng hộ (do Ngạc Ấp công chúa trước đã giúp Thượng Quan thị vào cung làm hoàng hậu), xin Chiêu Đế phong cho người này tước Liệt hầu và chức Quang Lộc đại phu, Hoắc Quang phản đối, cho rằng không thể phong chức cho người ngoài, nên việc này không thành. Sau đó, ông còn bác bỏ đề nghị phong chức tước cho gia tộc Thượng Quan, làm mâu thuẫn của hai bên ngày càng trầm trọng và bắt đầu kết oán với nhau. Để chống lại Hoắc Quang, cha con Thượng Quan Kiệt cùng Ngạc Ấp công chúa và đại thần Tang Hoằng Dương liên kết với người con lớn của Hán Vũ Đế là Yên Lạt vương Lưu Đán, bàn mưu cùng nhau giết Hoắc Quang và đưa Lưu Đán lên làm Thiên tử.
Năm 81 TCN, cha con Thượng Quan giả danh Yên Lạt vương, nhân lúc Hoắc Quang kiểm tra cấm binh rồi điều một viên hiệu úy đến phủ tướng quân nhậm chức, dâng thư lên cho Chiêu Đế nói Hoắc Quang có ý tạo phản. Nhưng Chiêu Đế, khi ấy mới 14 tuổi, cho rằng Hoắc Quang muốn tạo phản không cần tới tên hiệu úy, và việc này nếu Yên Lạt vương có biết thì trong một ngày cũng không thể đưa tin tới triều nhanh vậy được. Sau đó Chiêu Đế giải tội cho Hoắc Quang và cho bắt kẻ đưa thư (vốn là người của cha con Thượng Quan) để tìm kẻ vu cáo ông. Cha con Thượng Quan hoảng sợ, vội xin không điều tra nữa.
Năm 80 TCN, cha con Thượng Quan và Ngạc Ấp công chúa liên kết với Lưu Đán tạo phản, nhưng kế hoạch bị tiết lộ, Lưu Đán và Ngạc Ấp công chúa đều bị bắt tự vẫn, còn nhà Thượng Quan và Tang Hoằng Dương bị tru di. Sau sự kiện này, Hoắc Quang giao trả quyền hành lại cho Chiêu Đế, tuy nhiên ông vẫn giúp đỡ Chiêu Đế đắc lực. Hoắc Quang đã đề xuất nhiều chính sách quan trọng như đại xá thiên hạ, cổ vũ nông nghiệp, quay trở lại chính sách hòa thân để hòa hoãn với Hung Nô nhằm khôi phục lại nền kinh tế đất nước sau những năm chinh chiến liên tục của Vũ Đế. Nhờ thế đất nước trở lại thái bình. Giai đoạn hưng thịnh này còn kéo dài đến thời Hán Tuyên Đế về sau và được gọi là Chiêu Tuyên trung hưng, quốc lực nhà Hán được khôi phục như thời Văn Cảnh sau nhiều năm binh đao thời Hán Vũ Đế.

### Phế Xương Ấp vương, lập Tuyên Đế
Tháng 4 năm 74 TCN, Hán Chiêu Đế qua đời sau 13 năm cai trị, không có con nối dõi. Hoắc Quang lại chọn người cháu nội của Hán Vũ Đế, con trai Xương Ấp Ai vương là Lưu Hạ lên kế vị, nhưng Lưu Hạ lại là người dâm loạn vô đạo, khi về Tràng An làm vua đã mang theo 200 thủ hạ, đến khi lên ngôi lại ăn chơi sa đọa, làm nhiều việc thất đức, không lo việc triều chính, quan hệ với các cung nữ của Chiêu Đế, lấy xe của hoàng thái hậu cho nô tỳ dùng, khiến các phép tắc trong triều bị đảo lộn. Chỉ trong 27 ngày, Lưu Hạ đã làm tất cả 1127 việc xấu. Hoắc Quang thấy vậy muốn phế đi, bèn tâu lên Thượng Quan hoàng thái hậu (cũng là cháu ngoại ông) phế Lưu Hạ và đuổi về nước Xương Ấp.
Sau khi bỏ Lưu Hạ, Hoắc Quang thương nghị với các đại thần và cuối cùng quyết định chọn người cháu chắt của Hán Vũ Đế, cháu nội thái tử Lưu Cứ là Lưu Bệnh Dĩ lên làm vua, tức Hán Tuyên Đế. Tuyên Đế lên ngôi, Hoắc Quang được quyển "Bỉnh chính" như cũ. Tuy nắm quyền hành trong tay, song mọi việc trong triều ông đều giữ đúng phận bề tôi, bẩm lại với Tuyên Đế, vì thế được Tuyên Đế trọng vọng.
Ông muốn gả con gái mình là Hoắc Thành Quân cho Tuyên Đế, để từ đó gia tộc họ Hoắc lớn mạnh, trở thành thế lực ngoại thích mới trong triều. Triều thần bàn nhau lập Hoắc Thành Quân làm Hoàng hậu. Nhưng trong lúc đang bàn bạc việc này thì Hán Tuyên Đế ra chiếu chỉ yêu cầu tìm lại thanh gươm đã dùng thời kỳ thất thế, triều thần hiểu ý Tuyên Đế không quên người vợ đã kết tóc khi còn khó khăn, bèn cùng nhau xin lập Tiệp dư Hứa Bình Quân làm hoàng hậu và được chấp thuận. Việc này đụng chạm đến quyền lợi nhà họ Hoắc nên họ muốn trả thù.
Năm 71 TCN, Hoàng hậu Hứa Bình Quân lại mang thai. Vợ Hoắc Quang là Thị Hiển tìm cách câu kết với nữ thầy thuốc trong cung là Thuần Vu Diễn, xui Diễn cho độc vào thuốc để hại Hứa Hoàng hậu. Khi ấy Thuần Vu Diễn đang muốn cho chồng được Hoắc Quang thăng chức, nên nhận lời và dùng phụ tử cho hoàng hậu uống. Vì vậy Hứa Bình Quân bị trúng độc và mẹ con đều chết. Tuyên Đế không thể truy cứu chuyện này vì thế lực họ Hoắc còn lớn, đành ngậm bò hòn làm ngọt, lập Hoắc Thành Quân làm Hoàng hậu. Việc giết Hứa Hoàng hậu, cho dù có liên quan đến Hoắc Quang hay không thì cũng là một vết nhơ lớn trong cuộc đời của ông, dẫn đến kết cục bi thảm của họ Hoắc sau này.

## Qua đời
Năm Địa Tiết thứ hai (68 TCN), tháng 3, ngày Canh Ngọ, Đại tướng quân Hoắc Quang lâm bệnh qua đời, thọ 63 tuổi, được truy tặng thụy hiệu là Tuyên Thành (宣成). Cùng năm tháng 5, Hán Tuyên Đế bắt đầu thân chính.
Hán Tuyên Đế và Thượng Quan Thái hậu (cũng là cháu ngoại Hoắc Quang) đều đến để khóc tang. Thi hài ông được an táng ở Mậu Lăng với nghi lễ cực kì long trọng. Con ông là Hoắc Vũ lên kế tập tước hầu còn người cháu, Hoắc Sơn được phong 3000 hộ để kế thừa hương hỏa cho Hoắc Khứ Bệnh. Gia tộc họ Hoắc được giữ nhiều chức vụ quan trọng như Phạm Minh (con rể Hoắc Quang) được phong làm Quang Lộc Huân, Trương Sóc (anh rể Hoắc Quang) được phong làm Thái thú Thục quận,... trở thành thế lực ngoại thích mới.
Tổng cộng, Hoắc Quang làm quan trong triều đình nhà Hán 53 năm (121 TCN-68 TCN), trải qua bốn đời vua: Hán Vũ Đế, Hán Chiêu Đế, Xương Ấp vương Lưu Hạ và Hán Tuyên Đế, đồng thời giữ tước Bác Lục hầu 19 năm (87 TCN-68 TCN).

## Cả nhà bị diệt
Sau khi Hoắc Quang qua đời, con cháu ông được vào triều làm quan, thế lực ngày một lớn. Tuyên Đế cũng có ý định tiêu diệt để trừ hậu họa và trả thù cho Hứa Hoàng hậu, đã ra lệnh điều tra về cái chết của Hứa Hoàng hậu trước đây và triệt tiêu quyền lực của họ Hoắc, phong Hoắc Vũ làm Đại Tư mã nhưng không có thực quyền, Triệu Bình (con rể Hoắc Quang) cũng bị đoạt binh quyền. Ngoài ra, Tuyên Đế còn thay hết toàn bộ cấm quân trong cung Vị Ương và Trường Nhạc để đề phòng.
Gia tộc họ Hoắc lo sợ tìm cách trả thù, lên kế hoạch giết Lưu Thích, Thừa tướng Ngụy Tương và Xương Thành quân Hứa Quảng Hán (cha Hứa Hoàng hậu) và phế bỏ Tuyên đế để đưa Hoắc Sơn làm thiên tử. Tháng 7 năm 66 TCN, việc này bị lộ, Tuyên Đế ra lệnh bắt chém ngay Hoắc Ngẫu và bắt Hoắc Sơn, Hoắc Vân tự sát. Toàn bộ gia tộc họ Hoắc bị giết hại, chỉ còn người con rể của Hoắc Quang là Kim Thưởng do biết việc tố cáo nên được xá miễn. Hoàng hậu Hoắc Thành Quân bị phế, đày vào cung Chiêu Thái, đến năm 56 TCN thì tự sát. Tổng cộng, trong vụ án họ Hoắc, có tới hơn 1000 người bị liên lụy và bị sát hại. Còn thi thể Hoắc Quang bị chuyển sang Chu Liên.
Về sau dưới thời Hán Bình Đế, năm 2 công nguyên, để tưởng nhớ Hoắc Quang, Bình Đế đã phong cho người cháu chắt của em ông là Hoắc Dương làm Bác Lục hầu để lo việc tế tự cho ông.

## Đánh giá
Sử gia Tư Mã Quang trong Tư trị thông giám viết vào đời Tống cho rằng việc diệt toàn bộ gia tộc công thần Hoắc Quang của Hán Tuyên Đế là quá tàn nhẫn đối với những đóng góp của ông cho nhà Hán.
Về những đóng góp của Hoắc Quang, nó đã giúp ông có được một vị trí đặc biệt trong lịch sử Trung Quốc. Ông được coi là một trong những phụ chính đại thần nổi tiếng nhất, sánh ngang với Y Doãn đời nhà Thương, Chu Công đời nhà Chu, Gia Cát Lượng đời Thục Hán hay Trương Cư Chính đời nhà Minh. Ông được nhiều người đánh giá cao vì sự tận tụy, sáng suốt và quyết đoán trong thời gian phụ chính, đặc biệt là hành động chưa từng có trong lịch sử phong kiến Trung Quốc phế vua xấu để lập vua khác. Tuy nhiên nhiều nhà sử học phong kiến cũng cho rằng Hoắc Quang là người độc đoán, lại ưu ái họ hàng, đây chính một phần lý do khiến nhà họ Hoắc gặp tai họa sau khi ông qua đời. Nhiều quyền thần sau này cũng mượn danh học theo Hoắc Quang để phụ chính rồi lạm quyền lấn áp vua, thậm chí là cướp lấy ngôi báu như Vương Mãng cuối đời Tây Hán. Sau này người đời có câu "làm việc Y, Hoắc" (行伊霍之事; Hành Y Hoắc chi sự) ý chỉ làm việc phế lập như Hoắc Quang, Y Doãn, ngay câu nói này cũng bị hiểu theo nhiều nghĩa vì tuy Y Doãn nổi tiếng trong vai trò phụ chính nhưng sách Trúc thư kỉ niên lại ghi lại rằng Y Doãn là người chuyên quyền, tự tiện phế lập theo ý riêng của mình. Việc Hoắc Quang là quyền thần hay hiền thần cho đến nay vẫn là điều tranh cãi trong giới học giả, tuy nhiên không thể phủ nhận rằng dưới thời Hoắc Quang làm phụ chính, triều đình Tây Hán ổn định, kinh tế phát triển và xã hội thịnh vượng không thua kém gì thời Văn Đế, Cảnh Đế trước đó.
Bản thân Hán Tuyên Đế, dù đã diệt họ Hoắc, song đối với Hoắc Quang cũng dành cho một sự kính trọng nhất định. Năm 51 TCN Tuyên Đế cho vẽ tranh chân dung 11 công thần để treo trong cung, người xếp đầu tiên trong danh sách là Hoắc Quang, dưới chân dung ông Tuyên Đế ưu ái chỉ đề Họ mà không đề tên.

## Liên hệ trong lịch sử Việt Nam
Vào thời nhà Trần trong lịch sử Việt Nam, Hồ Quý Ly chuyên quyền, gây thế lực lớn trong triều.
Để trấn áp Quý Ly, Thượng Hoàng Trần Nghệ Tông trước lúc mất cũng đã cho vẽ chân dung những đại thần nêu tấm gương phò vua nhỏ mà không mang lòng dạ cướp ngôi của đời trước, trong đó có Hoắc Quang cùng những đại thần như Chu Công Đán, Gia Cát Lượng và Tô Hiến Thành, gọi là tranh "Tứ phụ", ban cho Quý Ly, để giúp vua Thuận Tông cũng nên như thế. Quý Ly tuy đã thề độc sẽ làm theo nhưng về sau vẫn cướp ngôi nhà Trần.

## Gia đình
- Vợ: Đông Lư thị (東閭氏), Hoắc Hiển (霍顯).
- Con trai: Bác Lục hầu Hoắc Vũ (霍禹).
- Con gái: ít nhất 7 con gái. Trong đó mẹ của Thượng Quan hoàng hậu là Kính phu nhân Hoắc thị, con gái trưởng. Hoắc Thành Quân là con gái út.

## Phả hệ
|                |                |                |                |                |                |  |  |             |             |             |             |                     |                     |                     |                     |                     |                     |             |             |                             |                             |                             |                             |                             |                             |              |              |                                       |                                       |                                       |                                       |                                       |                                       |  |  | Vệ Ẩu                              |                                    |                                    |                                    |                                    |                                    |  |  |                          |                          |                          |                          |                          |                          |  |  |                               |                               |                               |                               |                               |                               |  |  |                      |                      |                      |                      |                      |                      |  |  |              |              |              |              |              |              |  |  |                        |              |              |              |              |              |  |  |  |  |  |  |  |  |  |  |  |  |  |  |  |  |  |  |  |  |  |  |  |  |  |  |  |  |  |  |  |  |  |  |  |  |  |  |  |  |  |  |  |  |  |  |  |  |
|                |                |                |                |                |                |  |  |             |             |             |             |                     |                     |                     |                     |                     |                     |             |             |                             |                             |                             |                             |                             |                             |              |              |                                       |                                       |                                       |                                       |                                       |                                       |  |  |                                    |                                    |                                    |                                    |                                    |                                    |  |  |                          |                          |                          |                          |                          |                          |  |  |                               |                               |                               |                               |                               |                               |  |  |                      |                      |                      |                      |                      |                      |  |  |              |              |              |              |              |              |  |  |                        |              |              |              |              |              |  |  |  |  |  |  |  |  |  |  |  |  |  |  |  |  |  |  |  |  |  |  |  |  |  |  |  |  |  |  |  |  |  |  |  |  |  |  |  |  |  |  |  |  |  |  |  |  |
|                |                |                |                |                |                |  |  |             |             |             |             |                     |                     |                     |                     |                     |                     |             |             |                             |                             |                             |                             |                             |                             |              |              |                                       |                                       |                                       |                                       |                                       |                                       |  |  |                                    |                                    |                                    |                                    |                                    |                                    |  |  |                          |                          |                          |                          |                          |                          |  |  |                               |                               |                               |                               |                               |                               |  |  |                      |                      |                      |                      |                      |                      |  |  |              |              |              |              |              |              |  |  |                        |              |              |              |              |              |  |  |  |  |  |  |  |  |  |  |  |  |  |  |  |  |  |  |  |  |  |  |  |  |  |  |  |  |  |  |  |  |  |  |  |  |  |  |  |  |  |  |  |  |  |  |  |  |
| Vệ Trường Quân | Vệ Trường Quân | Vệ Trường Quân | Vệ Trường Quân | Vệ Trường Quân | Vệ Trường Quân |  |  | Công Tôn Hạ | Công Tôn Hạ | Công Tôn Hạ | Công Tôn Hạ | Công Tôn Hạ         | Công Tôn Hạ         |                     |                     | Vệ Quân Nhụ         | Vệ Quân Nhụ         | Vệ Quân Nhụ | Vệ Quân Nhụ | Vệ Quân Nhụ                 | Vệ Quân Nhụ                 |                             |                             | Vệ Thiếu Nhi                | Vệ Thiếu Nhi                | Vệ Thiếu Nhi | Vệ Thiếu Nhi | Vệ Thiếu Nhi                          | Vệ Thiếu Nhi                          |                                       |                                       |                                       |                                       |  |  | Hoắc Trọng Nhụ                     | Hoắc Trọng Nhụ                     | Hoắc Trọng Nhụ                     | Hoắc Trọng Nhụ                     | Hoắc Trọng Nhụ                     | Hoắc Trọng Nhụ                     |  |  | Vệ Tử Phu                | Vệ Tử Phu                | Vệ Tử Phu                | Vệ Tử Phu                | Vệ Tử Phu                | Vệ Tử Phu                |  |  | Trường Bình liệt hầu Vệ Thanh | Trường Bình liệt hầu Vệ Thanh | Trường Bình liệt hầu Vệ Thanh | Trường Bình liệt hầu Vệ Thanh | Trường Bình liệt hầu Vệ Thanh | Trường Bình liệt hầu Vệ Thanh |  |  | Vệ Bộ                | Vệ Bộ                | Vệ Bộ                | Vệ Bộ                | Vệ Bộ                | Vệ Bộ                |  |  | Vệ Quảng     | Vệ Quảng     | Vệ Quảng     | Vệ Quảng     | Vệ Quảng     | Vệ Quảng     |  |  |                        |              |              |              |              |              |  |  |  |  |  |  |  |  |  |  |  |  |  |  |  |  |  |  |  |  |  |  |  |  |  |  |  |  |  |  |  |  |  |  |  |  |  |  |  |  |  |  |  |  |  |  |  |  |
| Vệ Trường Quân | Vệ Trường Quân | Vệ Trường Quân | Vệ Trường Quân | Vệ Trường Quân | Vệ Trường Quân |  |  | Công Tôn Hạ | Công Tôn Hạ | Công Tôn Hạ | Công Tôn Hạ | Công Tôn Hạ         | Công Tôn Hạ         |                     |                     | Vệ Quân Nhụ         | Vệ Quân Nhụ         | Vệ Quân Nhụ | Vệ Quân Nhụ | Vệ Quân Nhụ                 | Vệ Quân Nhụ                 |                             |                             | Vệ Thiếu Nhi                | Vệ Thiếu Nhi                | Vệ Thiếu Nhi | Vệ Thiếu Nhi | Vệ Thiếu Nhi                          | Vệ Thiếu Nhi                          |                                       |                                       |                                       |                                       |  |  | Hoắc Trọng Nhụ                     | Hoắc Trọng Nhụ                     | Hoắc Trọng Nhụ                     | Hoắc Trọng Nhụ                     | Hoắc Trọng Nhụ                     | Hoắc Trọng Nhụ                     |  |  | Vệ Tử Phu                | Vệ Tử Phu                | Vệ Tử Phu                | Vệ Tử Phu                | Vệ Tử Phu                | Vệ Tử Phu                |  |  | Trường Bình liệt hầu Vệ Thanh | Trường Bình liệt hầu Vệ Thanh | Trường Bình liệt hầu Vệ Thanh | Trường Bình liệt hầu Vệ Thanh | Trường Bình liệt hầu Vệ Thanh | Trường Bình liệt hầu Vệ Thanh |  |  | Vệ Bộ                | Vệ Bộ                | Vệ Bộ                | Vệ Bộ                | Vệ Bộ                | Vệ Bộ                |  |  | Vệ Quảng     | Vệ Quảng     | Vệ Quảng     | Vệ Quảng     | Vệ Quảng     | Vệ Quảng     |  |  |                        |              |              |              |              |              |  |  |  |  |  |  |  |  |  |  |  |  |  |  |  |  |  |  |  |  |  |  |  |  |  |  |  |  |  |  |  |  |  |  |  |  |  |  |  |  |  |  |  |  |  |  |  |  |
|                |                |                |                |                |                |  |  |             |             |             |             |                     |                     |                     |                     |                     |                     |             |             |                             |                             |                             |                             |                             |                             |              |              |                                       |                                       |                                       |                                       |                                       |                                       |  |  |                                    |                                    |                                    |                                    |                                    |                                    |  |  |                          |                          |                          |                          |                          |                          |  |  |                               |                               |                               |                               |                               |                               |  |  |                      |                      |                      |                      |                      |                      |  |  |              |              |              |              |              |              |  |  |                        |              |              |              |              |              |  |  |  |  |  |  |  |  |  |  |  |  |  |  |  |  |  |  |  |  |  |  |  |  |  |  |  |  |  |  |  |  |  |  |  |  |  |  |  |  |  |  |  |  |  |  |  |  |
|                |                |                |                |                |                |  |  |             |             |             |             |                     |                     |                     |                     |                     |                     |             |             |                             |                             |                             |                             |                             |                             |              |              |                                       |                                       |                                       |                                       |                                       |                                       |  |  |                                    |                                    |                                    |                                    |                                    |                                    |  |  |                          |                          |                          |                          |                          |                          |  |  |                               |                               |                               |                               |                               |                               |  |  |                      |                      |                      |                      |                      |                      |  |  |              |              |              |              |              |              |  |  |                        |              |              |              |              |              |  |  |  |  |  |  |  |  |  |  |  |  |  |  |  |  |  |  |  |  |  |  |  |  |  |  |  |  |  |  |  |  |  |  |  |  |  |  |  |  |  |  |  |  |  |  |  |  |
|                |                |                |                |                |                |  |  |             |             |             |             | Công Tôn Kính Thanh | Công Tôn Kính Thanh | Công Tôn Kính Thanh | Công Tôn Kính Thanh | Công Tôn Kính Thanh | Công Tôn Kính Thanh |             |             |                             |                             |                             |                             |                             |                             |              |              | Quan Quân Cảnh Hoàn hầu Hoắc Khứ Bệnh | Quan Quân Cảnh Hoàn hầu Hoắc Khứ Bệnh | Quan Quân Cảnh Hoàn hầu Hoắc Khứ Bệnh | Quan Quân Cảnh Hoàn hầu Hoắc Khứ Bệnh | Quan Quân Cảnh Hoàn hầu Hoắc Khứ Bệnh | Quan Quân Cảnh Hoàn hầu Hoắc Khứ Bệnh |  |  | Bác Lục Tuyên Thành hầu Hoắc Quang | Bác Lục Tuyên Thành hầu Hoắc Quang | Bác Lục Tuyên Thành hầu Hoắc Quang | Bác Lục Tuyên Thành hầu Hoắc Quang | Bác Lục Tuyên Thành hầu Hoắc Quang | Bác Lục Tuyên Thành hầu Hoắc Quang |  |  | Trường Bình hầu Vệ Kháng | Trường Bình hầu Vệ Kháng | Trường Bình hầu Vệ Kháng | Trường Bình hầu Vệ Kháng | Trường Bình hầu Vệ Kháng | Trường Bình hầu Vệ Kháng |  |  | Âm An hầu Vệ Bất Nghi         | Âm An hầu Vệ Bất Nghi         | Âm An hầu Vệ Bất Nghi         | Âm An hầu Vệ Bất Nghi         | Âm An hầu Vệ Bất Nghi         | Âm An hầu Vệ Bất Nghi         |  |  | Phát Can hầu Vệ Đăng | Phát Can hầu Vệ Đăng | Phát Can hầu Vệ Đăng | Phát Can hầu Vệ Đăng | Phát Can hầu Vệ Đăng | Phát Can hầu Vệ Đăng |  |  | Không rõ tên | Không rõ tên | Không rõ tên | Không rõ tên | Không rõ tên | Không rõ tên |  |  | Không rõ tên           | Không rõ tên | Không rõ tên | Không rõ tên | Không rõ tên | Không rõ tên |  |  |  |  |  |  |  |  |  |  |  |  |  |  |  |  |  |  |  |  |  |  |  |  |  |  |  |  |  |  |  |  |  |  |  |  |  |  |  |  |  |  |  |  |  |  |  |  |
|                |                |                |                |                |                |  |  |             |             |             |             | Công Tôn Kính Thanh | Công Tôn Kính Thanh | Công Tôn Kính Thanh | Công Tôn Kính Thanh | Công Tôn Kính Thanh | Công Tôn Kính Thanh |             |             |                             |                             |                             |                             |                             |                             |              |              | Quan Quân Cảnh Hoàn hầu Hoắc Khứ Bệnh | Quan Quân Cảnh Hoàn hầu Hoắc Khứ Bệnh | Quan Quân Cảnh Hoàn hầu Hoắc Khứ Bệnh | Quan Quân Cảnh Hoàn hầu Hoắc Khứ Bệnh | Quan Quân Cảnh Hoàn hầu Hoắc Khứ Bệnh | Quan Quân Cảnh Hoàn hầu Hoắc Khứ Bệnh |  |  | Bác Lục Tuyên Thành hầu Hoắc Quang | Bác Lục Tuyên Thành hầu Hoắc Quang | Bác Lục Tuyên Thành hầu Hoắc Quang | Bác Lục Tuyên Thành hầu Hoắc Quang | Bác Lục Tuyên Thành hầu Hoắc Quang | Bác Lục Tuyên Thành hầu Hoắc Quang |  |  | Trường Bình hầu Vệ Kháng | Trường Bình hầu Vệ Kháng | Trường Bình hầu Vệ Kháng | Trường Bình hầu Vệ Kháng | Trường Bình hầu Vệ Kháng | Trường Bình hầu Vệ Kháng |  |  | Âm An hầu Vệ Bất Nghi         | Âm An hầu Vệ Bất Nghi         | Âm An hầu Vệ Bất Nghi         | Âm An hầu Vệ Bất Nghi         | Âm An hầu Vệ Bất Nghi         | Âm An hầu Vệ Bất Nghi         |  |  | Phát Can hầu Vệ Đăng | Phát Can hầu Vệ Đăng | Phát Can hầu Vệ Đăng | Phát Can hầu Vệ Đăng | Phát Can hầu Vệ Đăng | Phát Can hầu Vệ Đăng |  |  | Không rõ tên | Không rõ tên | Không rõ tên | Không rõ tên | Không rõ tên | Không rõ tên |  |  | Không rõ tên           | Không rõ tên | Không rõ tên | Không rõ tên | Không rõ tên | Không rõ tên |  |  |  |  |  |  |  |  |  |  |  |  |  |  |  |  |  |  |  |  |  |  |  |  |  |  |  |  |  |  |  |  |  |  |  |  |  |  |  |  |  |  |  |  |  |  |  |  |
|                |                |                |                |                |                |  |  |             |             |             |             |                     |                     |                     |                     |                     |                     |             |             |                             |                             |                             |                             |                             |                             |              |              |                                       |                                       |                                       |                                       |                                       |                                       |  |  |                                    |                                    |                                    |                                    |                                    |                                    |  |  |                          |                          |                          |                          |                          |                          |  |  |                               |                               |                               |                               |                               |                               |  |  |                      |                      |                      |                      |                      |                      |  |  |              |              |              |              |              |              |  |  |                        |              |              |              |              |              |  |  |  |  |  |  |  |  |  |  |  |  |  |  |  |  |  |  |  |  |  |  |  |  |  |  |  |  |  |  |  |  |  |  |  |  |  |  |  |  |  |  |  |  |  |  |  |  |
|                |                |                |                |                |                |  |  |             |             |             |             |                     |                     |                     |                     |                     |                     |             |             | Quan Quân Ai hầu Hoắc Thiện | Quan Quân Ai hầu Hoắc Thiện | Quan Quân Ai hầu Hoắc Thiện | Quan Quân Ai hầu Hoắc Thiện | Quan Quân Ai hầu Hoắc Thiện | Quan Quân Ai hầu Hoắc Thiện |              |              | Không rõ tên                          | Không rõ tên                          | Không rõ tên                          | Không rõ tên                          | Không rõ tên                          | Không rõ tên                          |  |  | Bác Lục hầu Hoắc Vũ                | Bác Lục hầu Hoắc Vũ                | Bác Lục hầu Hoắc Vũ                | Bác Lục hầu Hoắc Vũ                | Bác Lục hầu Hoắc Vũ                | Bác Lục hầu Hoắc Vũ                |  |  | Hoắc Thành Quân          | Hoắc Thành Quân          | Hoắc Thành Quân          | Hoắc Thành Quân          | Hoắc Thành Quân          | Hoắc Thành Quân          |  |  |                               |                               |                               |                               |                               |                               |  |  |                      |                      |                      |                      |                      |                      |  |  | Không rõ tên | Không rõ tên | Không rõ tên | Không rõ tên | Không rõ tên | Không rõ tên |  |  | Không rõ tên           | Không rõ tên | Không rõ tên | Không rõ tên | Không rõ tên | Không rõ tên |  |  |  |  |  |  |  |  |  |  |  |  |  |  |  |  |  |  |  |  |  |  |  |  |  |  |  |  |  |  |  |  |  |  |  |  |  |  |  |  |  |  |  |  |  |  |  |  |
|                |                |                |                |                |                |  |  |             |             |             |             |                     |                     |                     |                     |                     |                     |             |             | Quan Quân Ai hầu Hoắc Thiện | Quan Quân Ai hầu Hoắc Thiện | Quan Quân Ai hầu Hoắc Thiện | Quan Quân Ai hầu Hoắc Thiện | Quan Quân Ai hầu Hoắc Thiện | Quan Quân Ai hầu Hoắc Thiện |              |              | Không rõ tên                          | Không rõ tên                          | Không rõ tên                          | Không rõ tên                          | Không rõ tên                          | Không rõ tên                          |  |  | Bác Lục hầu Hoắc Vũ                | Bác Lục hầu Hoắc Vũ                | Bác Lục hầu Hoắc Vũ                | Bác Lục hầu Hoắc Vũ                | Bác Lục hầu Hoắc Vũ                | Bác Lục hầu Hoắc Vũ                |  |  | Hoắc Thành Quân          | Hoắc Thành Quân          | Hoắc Thành Quân          | Hoắc Thành Quân          | Hoắc Thành Quân          | Hoắc Thành Quân          |  |  |                               |                               |                               |                               |                               |                               |  |  |                      |                      |                      |                      |                      |                      |  |  | Không rõ tên | Không rõ tên | Không rõ tên | Không rõ tên | Không rõ tên | Không rõ tên |  |  | Không rõ tên           | Không rõ tên | Không rõ tên | Không rõ tên | Không rõ tên | Không rõ tên |  |  |  |  |  |  |  |  |  |  |  |  |  |  |  |  |  |  |  |  |  |  |  |  |  |  |  |  |  |  |  |  |  |  |  |  |  |  |  |  |  |  |  |  |  |  |  |  |
|                |                |                |                |                |                |  |  |             |             |             |             |                     |                     |                     |                     |                     |                     |             |             |                             |                             |                             |                             |                             |                             |              |              |                                       |                                       |                                       |                                       |                                       |                                       |  |  |                                    |                                    |                                    |                                    |                                    |                                    |  |  |                          |                          |                          |                          |                          |                          |  |  |                               |                               |                               |                               |                               |                               |  |  |                      |                      |                      |                      |                      |                      |  |  |              |              |              |              |              |              |  |  |                        |              |              |              |              |              |  |  |  |  |  |  |  |  |  |  |  |  |  |  |  |  |  |  |  |  |  |  |  |  |  |  |  |  |  |  |  |  |  |  |  |  |  |  |  |  |  |  |  |  |  |  |  |  |
|                |                |                |                |                |                |  |  |             |             |             |             |                     |                     |                     |                     |                     |                     |             |             | Nhạc Bình hầu Hoắc Sơn      | Nhạc Bình hầu Hoắc Sơn      | Nhạc Bình hầu Hoắc Sơn      | Nhạc Bình hầu Hoắc Sơn      | Nhạc Bình hầu Hoắc Sơn      | Nhạc Bình hầu Hoắc Sơn      |              |              | Quan Dương hầu Hoắc Vân               | Quan Dương hầu Hoắc Vân               | Quan Dương hầu Hoắc Vân               | Quan Dương hầu Hoắc Vân               | Quan Dương hầu Hoắc Vân               | Quan Dương hầu Hoắc Vân               |  |  |                                    |                                    |                                    |                                    |                                    |                                    |  |  |                          |                          |                          |                          |                          |                          |  |  |                               |                               |                               |                               |                               |                               |  |  |                      |                      |                      |                      |                      |                      |  |  | Vệ Huyền     | Vệ Huyền     | Vệ Huyền     | Vệ Huyền     | Vệ Huyền     | Vệ Huyền     |  |  | Không rõ tên           | Không rõ tên | Không rõ tên | Không rõ tên | Không rõ tên | Không rõ tên |  |  |  |  |  |  |  |  |  |  |  |  |  |  |  |  |  |  |  |  |  |  |  |  |  |  |  |  |  |  |  |  |  |  |  |  |  |  |  |  |  |  |  |  |  |  |  |  |
|                |                |                |                |                |                |  |  |             |             |             |             |                     |                     |                     |                     |                     |                     |             |             | Nhạc Bình hầu Hoắc Sơn      | Nhạc Bình hầu Hoắc Sơn      | Nhạc Bình hầu Hoắc Sơn      | Nhạc Bình hầu Hoắc Sơn      | Nhạc Bình hầu Hoắc Sơn      | Nhạc Bình hầu Hoắc Sơn      |              |              | Quan Dương hầu Hoắc Vân               | Quan Dương hầu Hoắc Vân               | Quan Dương hầu Hoắc Vân               | Quan Dương hầu Hoắc Vân               | Quan Dương hầu Hoắc Vân               | Quan Dương hầu Hoắc Vân               |  |  |                                    |                                    |                                    |                                    |                                    |                                    |  |  |                          |                          |                          |                          |                          |                          |  |  |                               |                               |                               |                               |                               |                               |  |  |                      |                      |                      |                      |                      |                      |  |  | Vệ Huyền     | Vệ Huyền     | Vệ Huyền     | Vệ Huyền     | Vệ Huyền     | Vệ Huyền     |  |  | Không rõ tên           | Không rõ tên | Không rõ tên | Không rõ tên | Không rõ tên | Không rõ tên |  |  |  |  |  |  |  |  |  |  |  |  |  |  |  |  |  |  |  |  |  |  |  |  |  |  |  |  |  |  |  |  |  |  |  |  |  |  |  |  |  |  |  |  |  |  |  |  |
|                |                |                |                |                |                |  |  |             |             |             |             |                     |                     |                     |                     |                     |                     |             |             |                             |                             |                             |                             |                             |                             |              |              |                                       |                                       |                                       |                                       |                                       |                                       |  |  |                                    |                                    |                                    |                                    |                                    |                                    |  |  |                          |                          |                          |                          |                          |                          |  |  |                               |                               |                               |                               |                               |                               |  |  |                      |                      |                      |                      |                      |                      |  |  |              |              |              |              |              |              |  |  | Quan Nội hầu Vệ Thưởng |              |              |              |              |              |  |  |  |  |  |  |  |  |  |  |  |  |  |  |  |  |  |  |  |  |  |  |  |  |  |  |  |  |  |  |  |  |  |  |  |  |  |  |  |  |  |  |  |  |  |  |  |  |